# 周坡镇
周坡镇为中华人民共和国四川省乐山市井研县下辖的一个镇，位于井研县北部，距井研县县城24公里。面积72.9平方公里，人口2.8万，井研县至青神县公路经过此地。2019年12月，撤销大佛乡和乌抛乡，将其所属行政区域划归周坡镇管辖。

## 行政区划
现辖：
周坡街社区、周坡村、团山村、友盟村、龙桥村、大河村和石马村。